# Чиконьини, Армандо
Армандо Х. Чиконьини Гиньяка (итал. Armando H. Cicognini Ginaca, 22 декабря 1942, Сан-Фернандо, Аргентина) — аргентинский хоккеист (хоккей на траве), защитник.

## Биография
Армандо Чиконьини родился 22 декабря 1942 года в аргентинском городе Сан-Фернандо.
В 1967 году в составе сборной Аргентины завоевал золотую медаль хоккейного турнира Панамериканских игр в Виннипеге.
В 1968 году вошёл в состав сборной Аргентины по хоккею на траве на Олимпийских играх в Мехико, занявшей 14-е место. Играл на позиции нападающего, провёл 6 матчей, забил 1 мяч в ворота сборной Малайзии.